# Berenkuil (Eindhoven)
De Berenkuil of het Insulindeplein is een verkeersplein in Eindhoven dat twee verdiepingen telt: één gelijkvloerse voor het autoverkeer en daaronder een knooppunt van fietspaden. Een berenkuil is een rotonde waarbij de weg voor het autoverkeer op een verhoogd talud ligt. Een etage lager ligt de piste voor het langzaam verkeer: de wandelaars, fietsers en bromfietsers. In 1973 werd de Eindhovense berenkuil opgeleverd.

## Ligging
| Aansluitende wegen                                      | Aansluitende wegen                                 | Aansluitende wegen                                           | Aansluitende wegen | Aansluitende wegen |
| ------------------------------------------------------- | -------------------------------------------------- | ------------------------------------------------------------ | ------------------ | ------------------ |
|                                                         |                                                    | Insulindelaan richting Nijmegen / 's-Hertogenbosch / Tilburg |                    |                    |
|                                                         |                                                    |                                                              |                    |                    |
| Professor Doctor Dorgelolaan richting Eindhoven-Centrum | Eisenhowerlaan richting Nuenen / Geldrop / Helmond |                                                              |                    |                    |
|                                                         |                                                    |                                                              |                    |                    |
|                                                         |                                                    | Insulindelaan richting Maastricht / Antwerpen / Valkenswaard |                    |                    |

Het plein ligt aan de Ring en verbindt het Centrum van Eindhoven met de autosnelweg naar Helmond. Tevens is het de ontsluitingsweg in noordelijke en zuidelijke richtingen. Verder is er een aantal grote fietsers- en voetgangerstunnels voor alle richtingen. Daar ontleent het plein zijn naam berenkuil aan.

## Graffiti
Het gebied fungeert daarnaast sinds 1997 als een "openluchtmuseum" omdat graffitikunstenaars er hun gang mogen gaan. Graffitikunstenaars, waaronder leden van de SOL-crew namen in 1997 samen met Loesje het initiatief tot een kunstproject bij de muur. De gemeente Eindhoven bood meerdere muren aan voor het project, waaronder het Dommeltunneltje. Gekozen werd voor de Berenkuil vanwege de aanwezige oppervlakte en ligging. Loesje vroeg een vergunning aan en werd tijdelijk beheerder van de muur en sinds die tijd treedt de politie niet op tegen de graffitispuiters in de Berenkuil. Vaak worden er grote werken aangebracht.

### Fietsersonderdoorgang

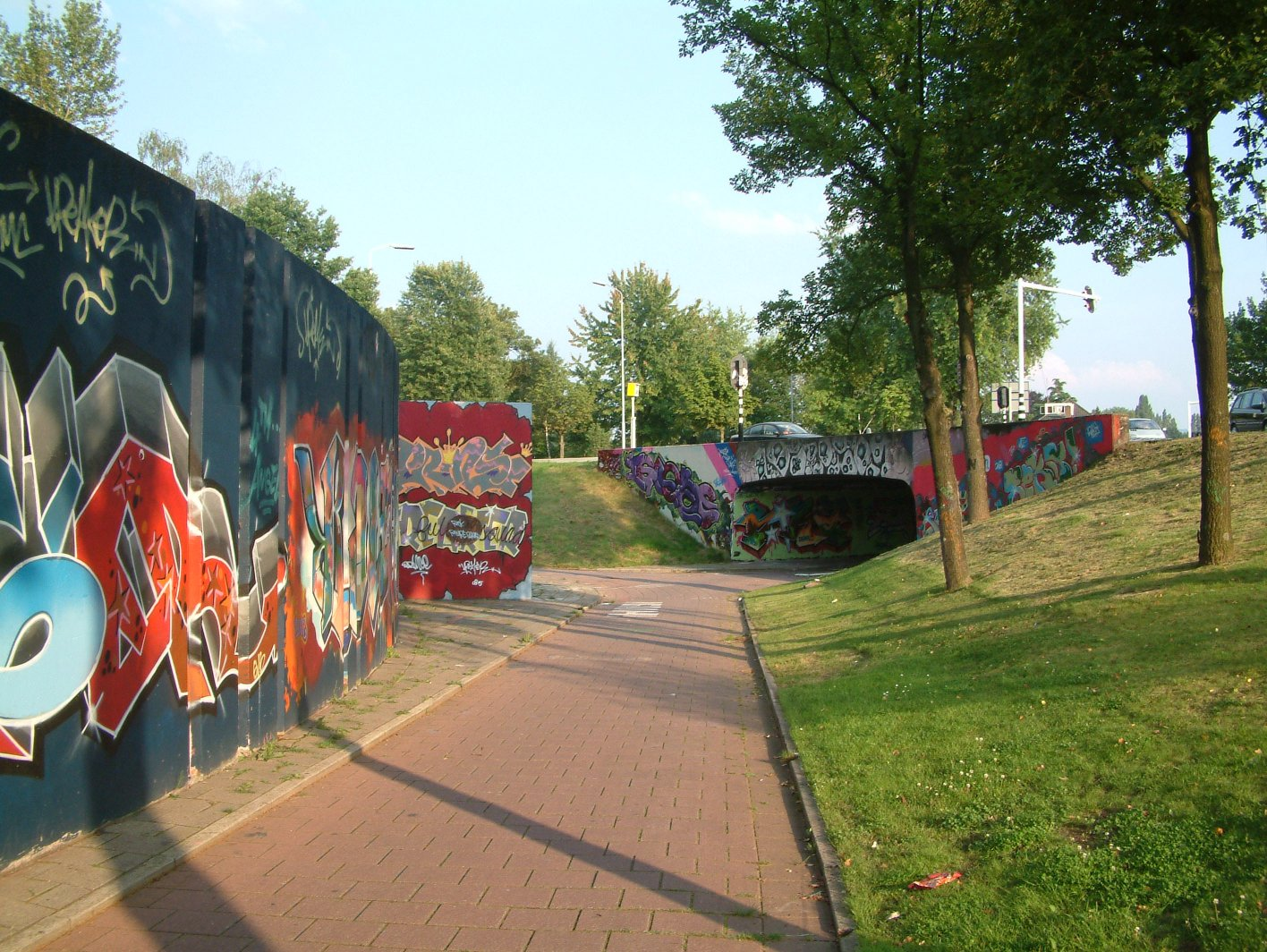
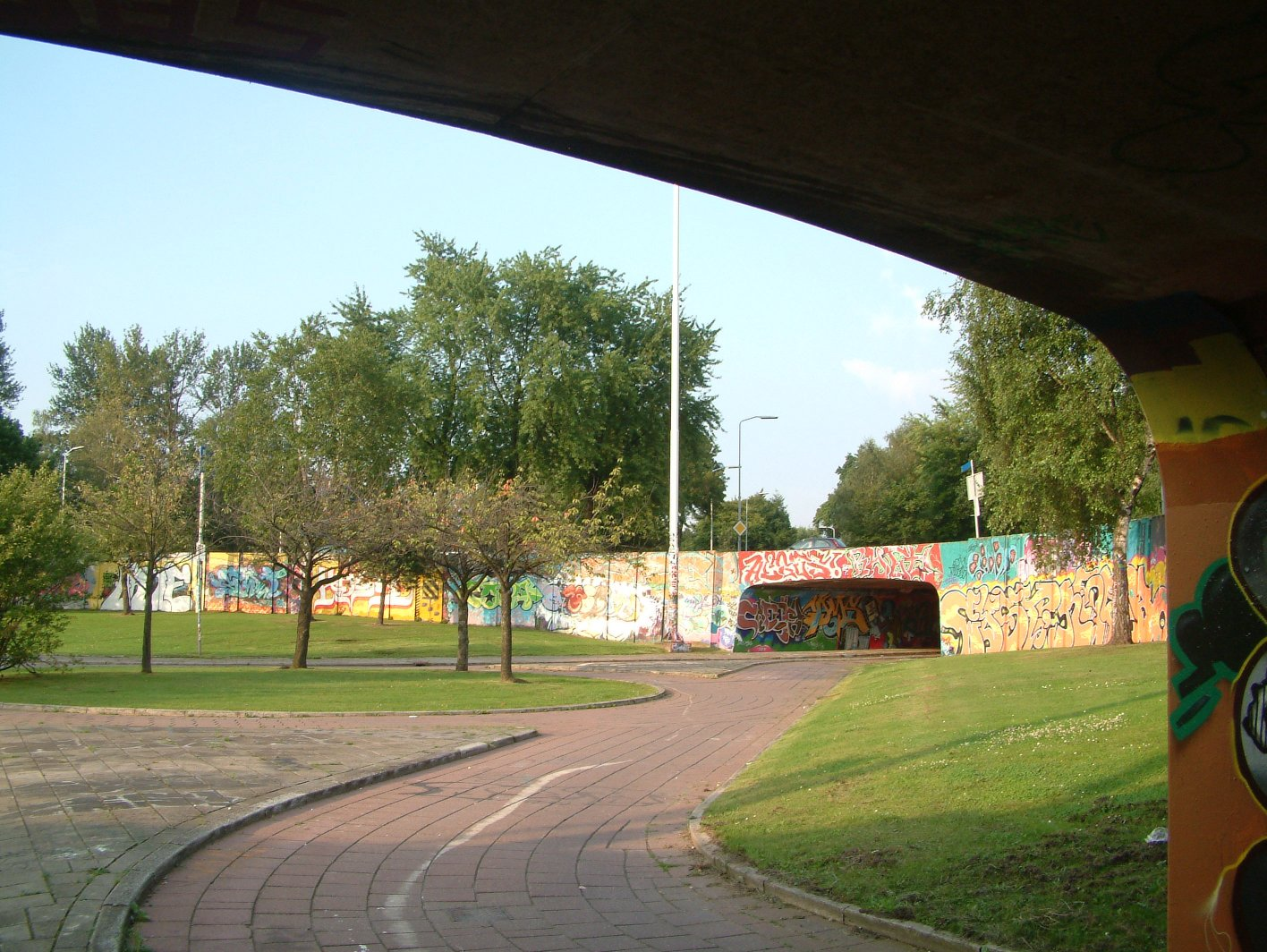
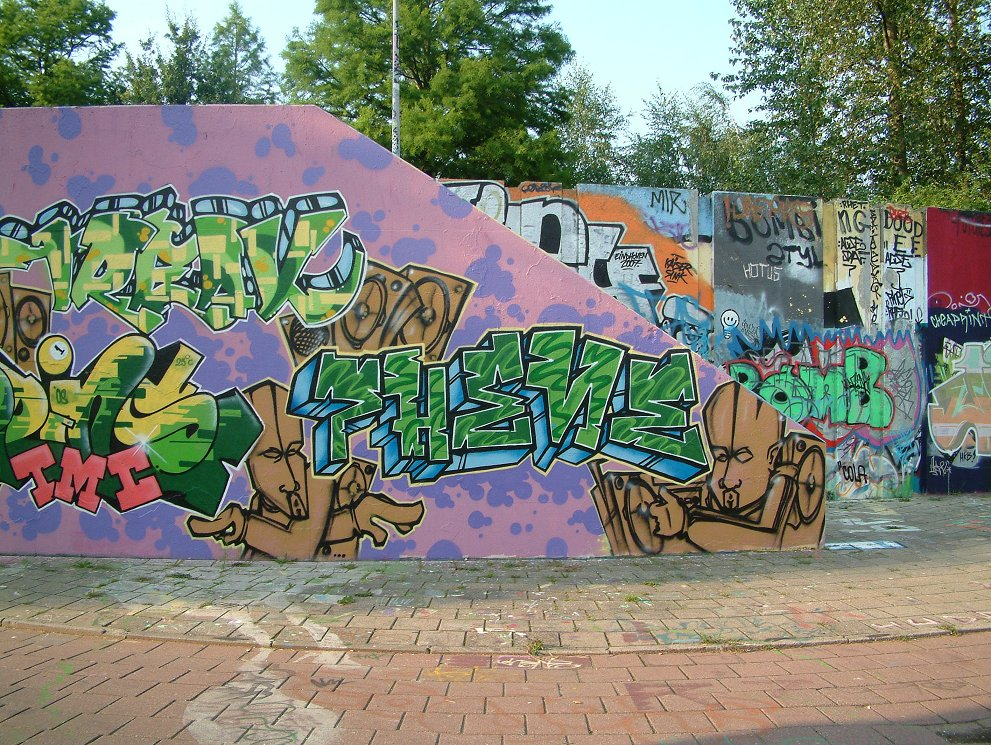

### Kunstwerken

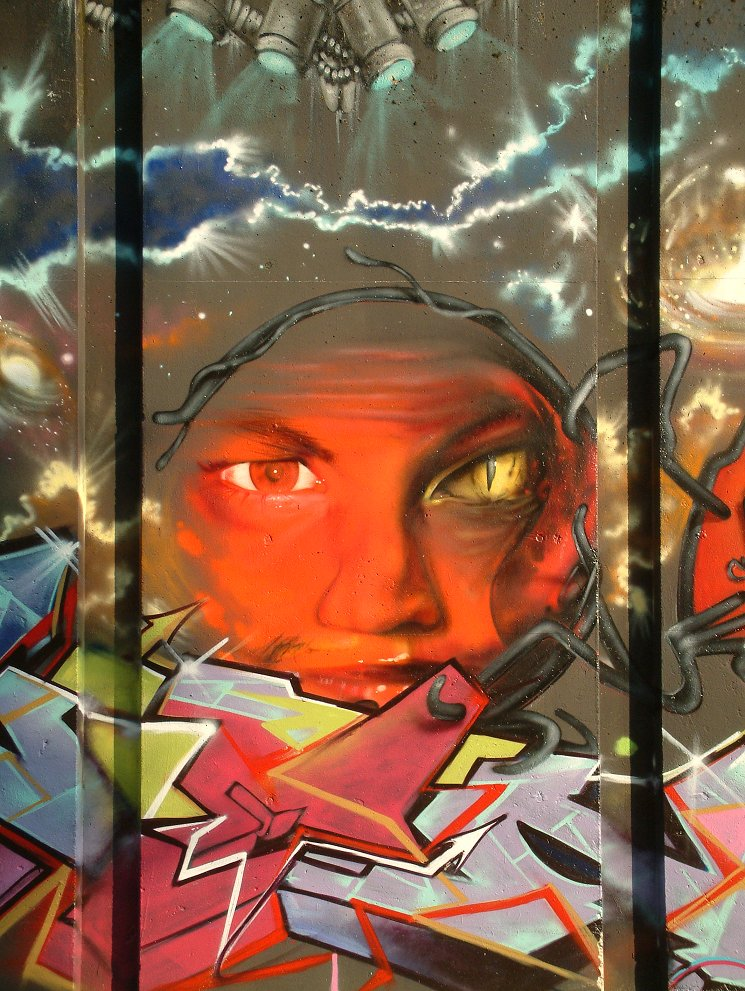
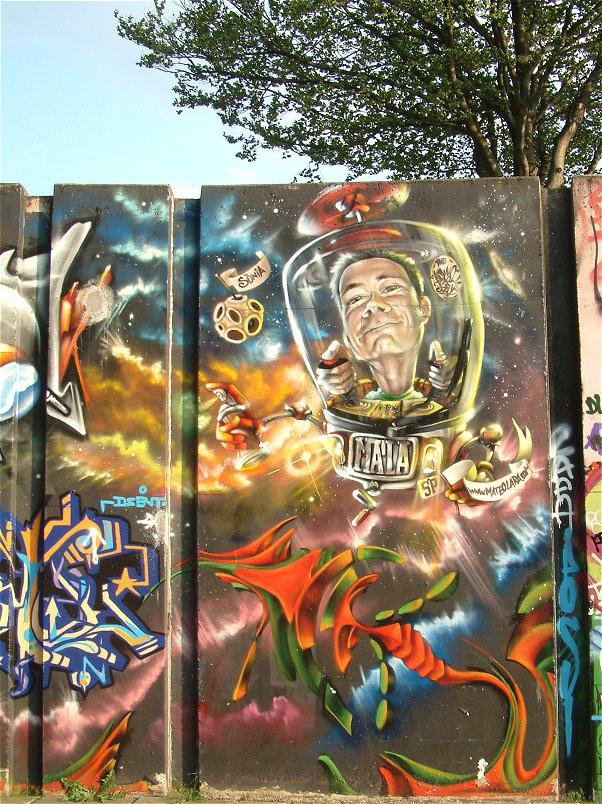
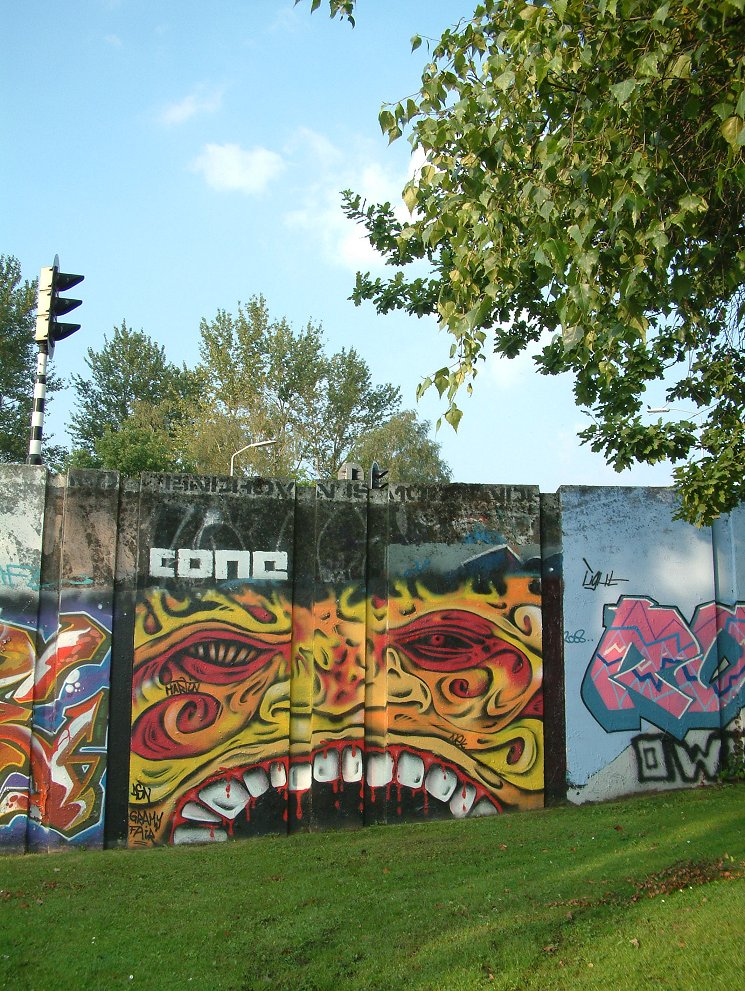
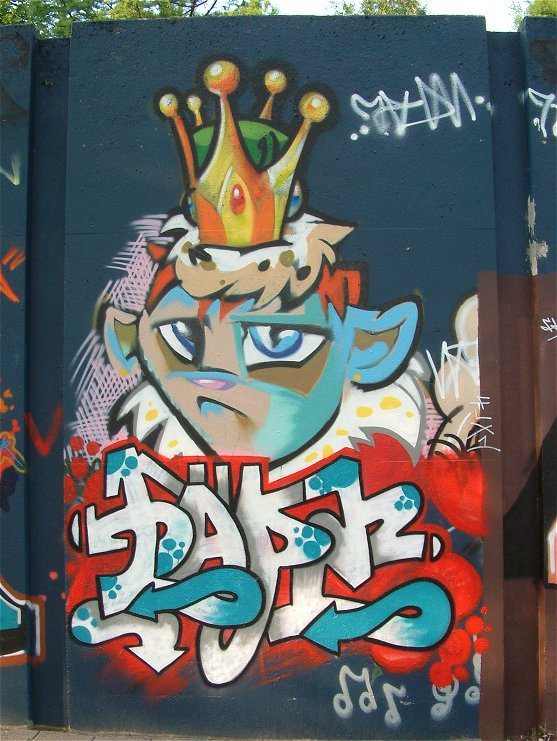
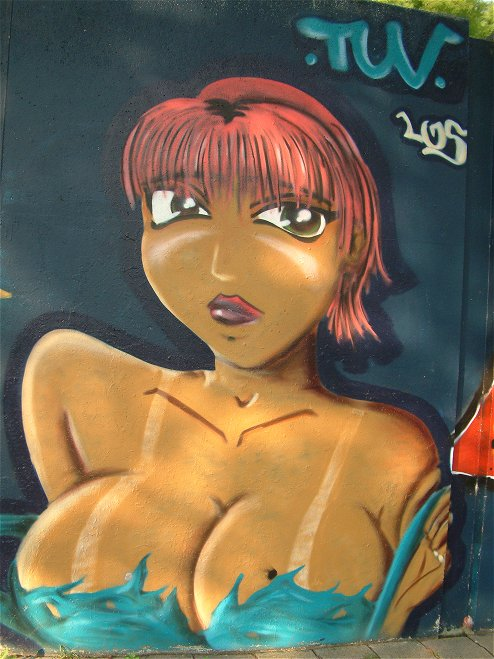
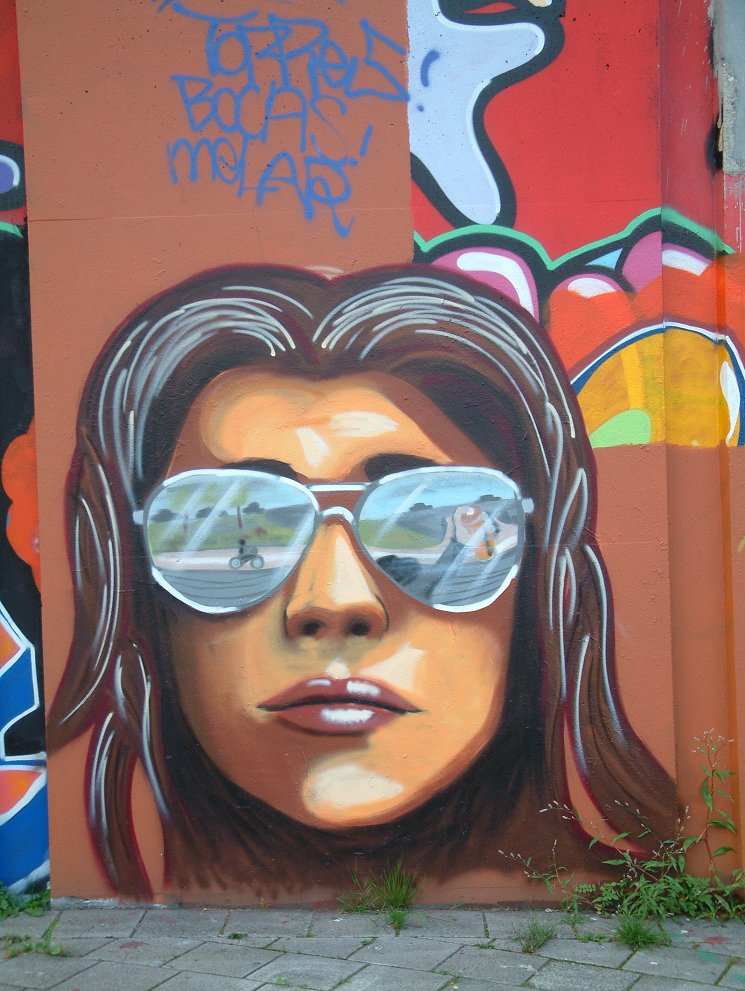
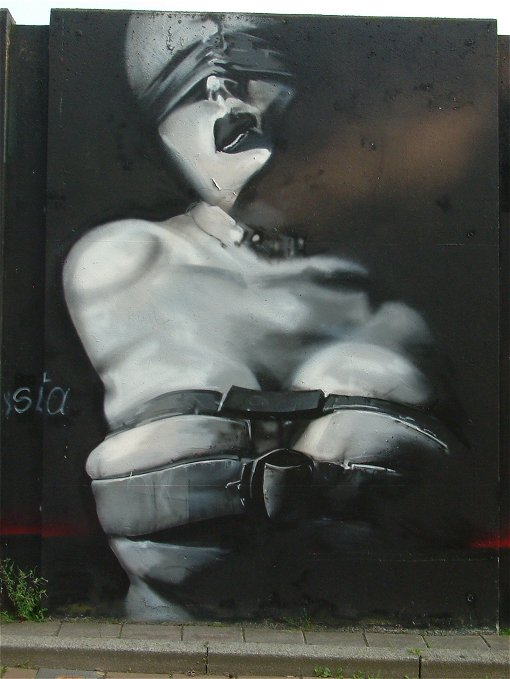
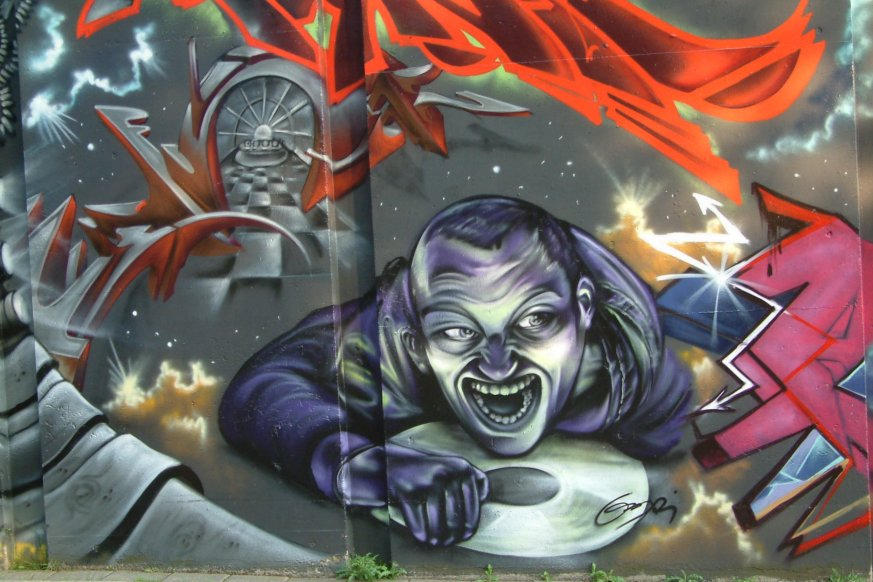
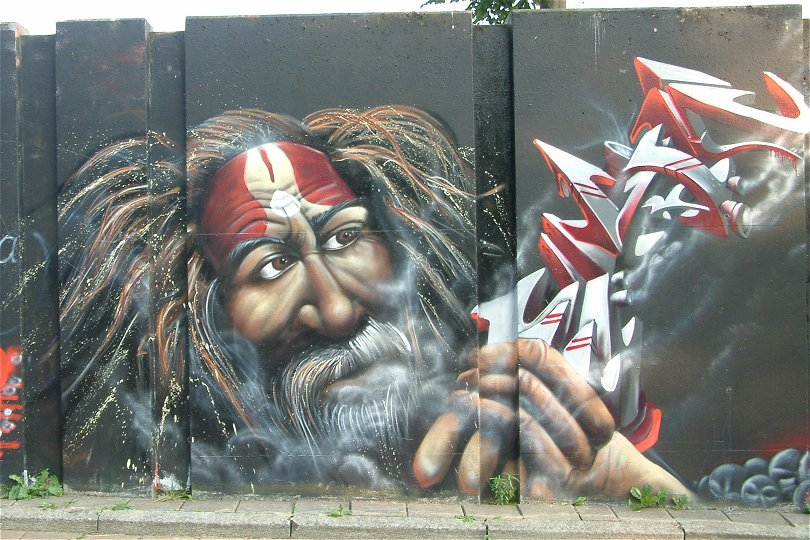
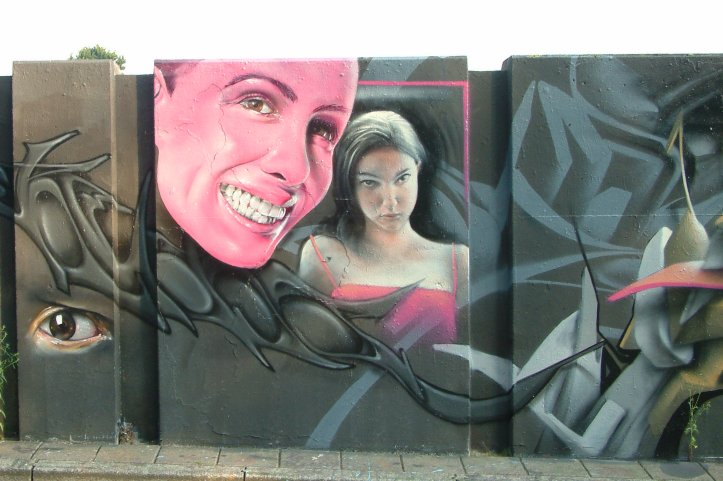
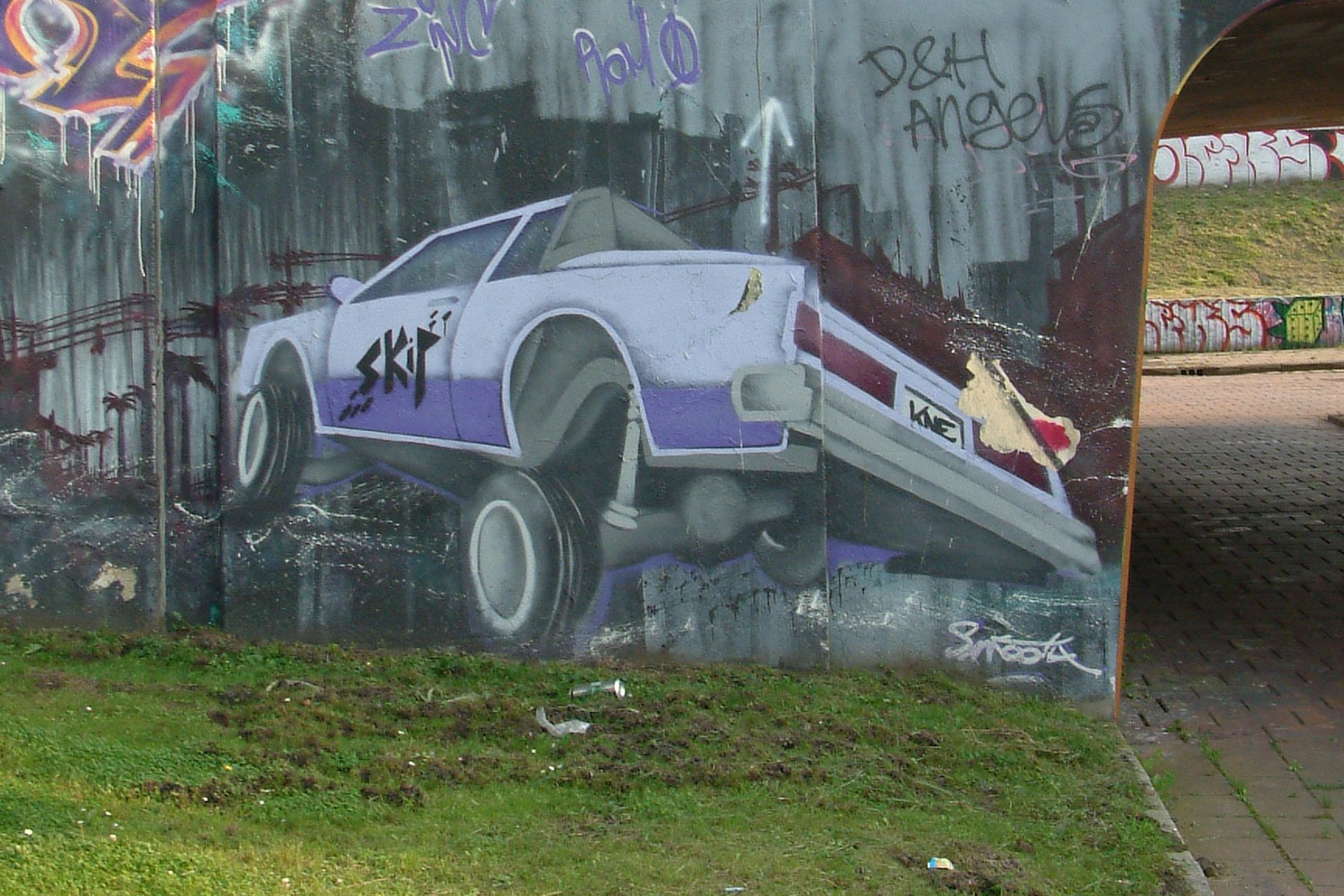
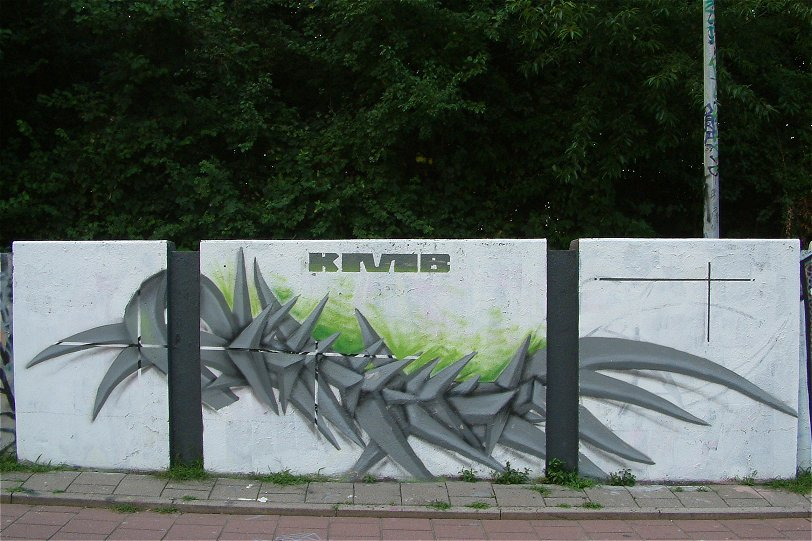
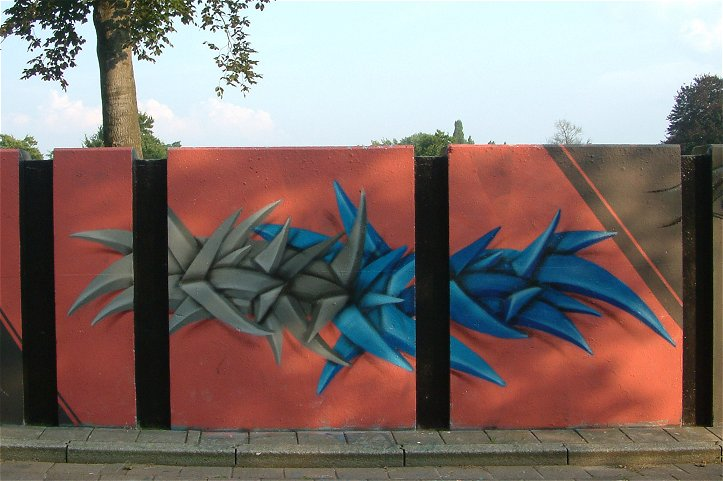
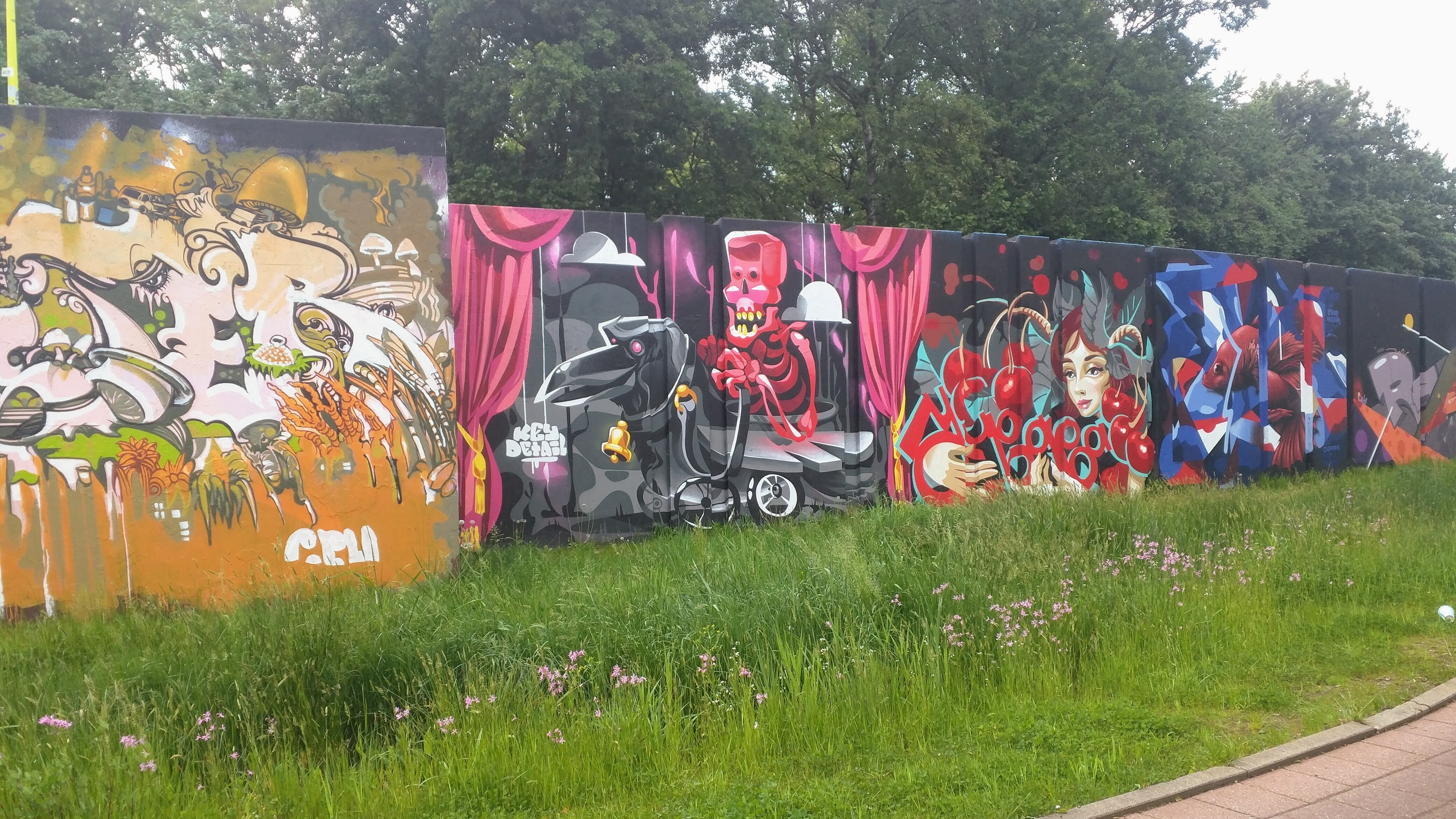

## Afbeeldingen

### Ontstaan van de Berenkuil als openluchtmuseum in 1997
Graffitikunstenaars, waaronder leden van de SOL-crew en internationale leden van Loesje werken samen aan de muur, in de zomer van 1997.

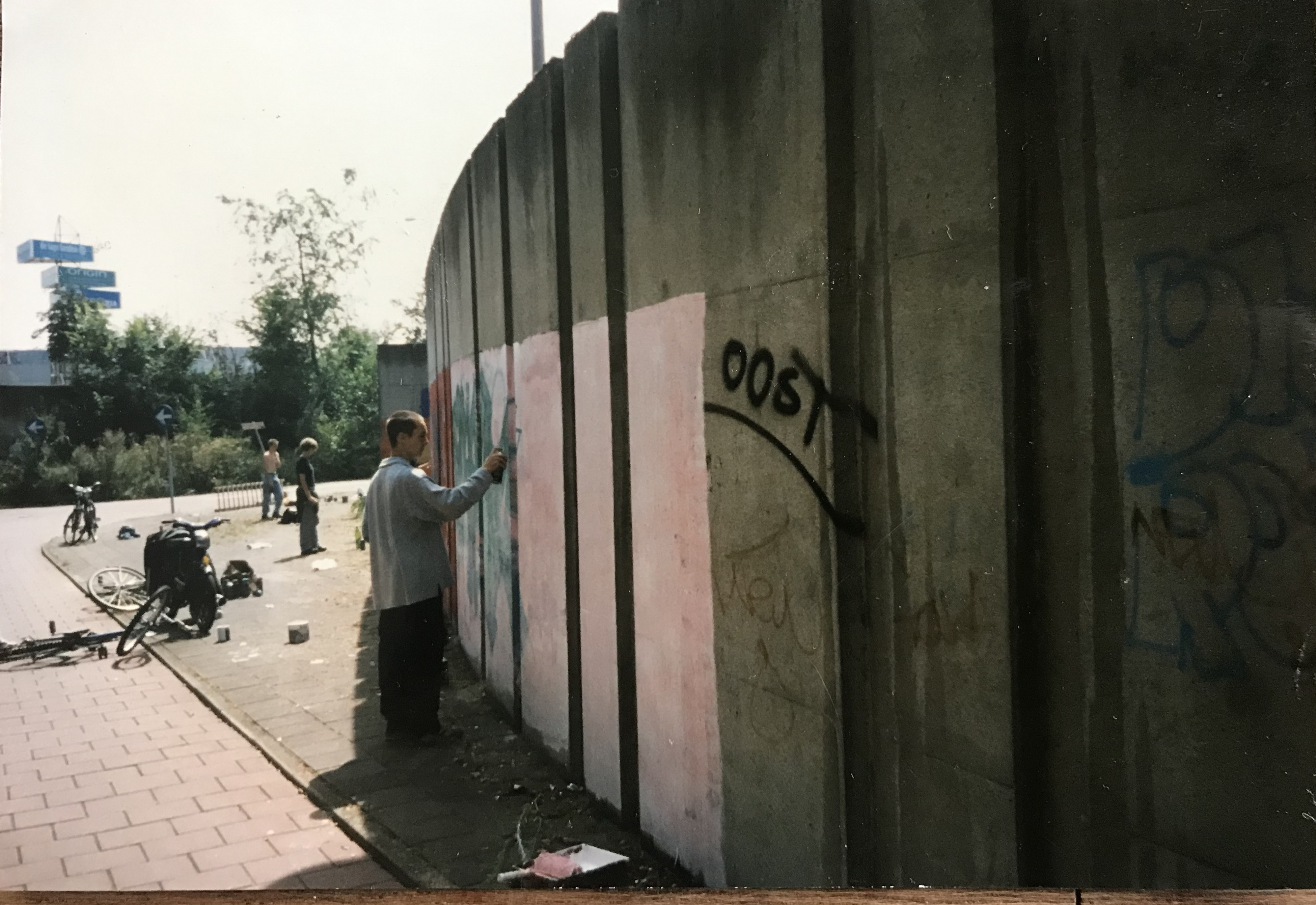
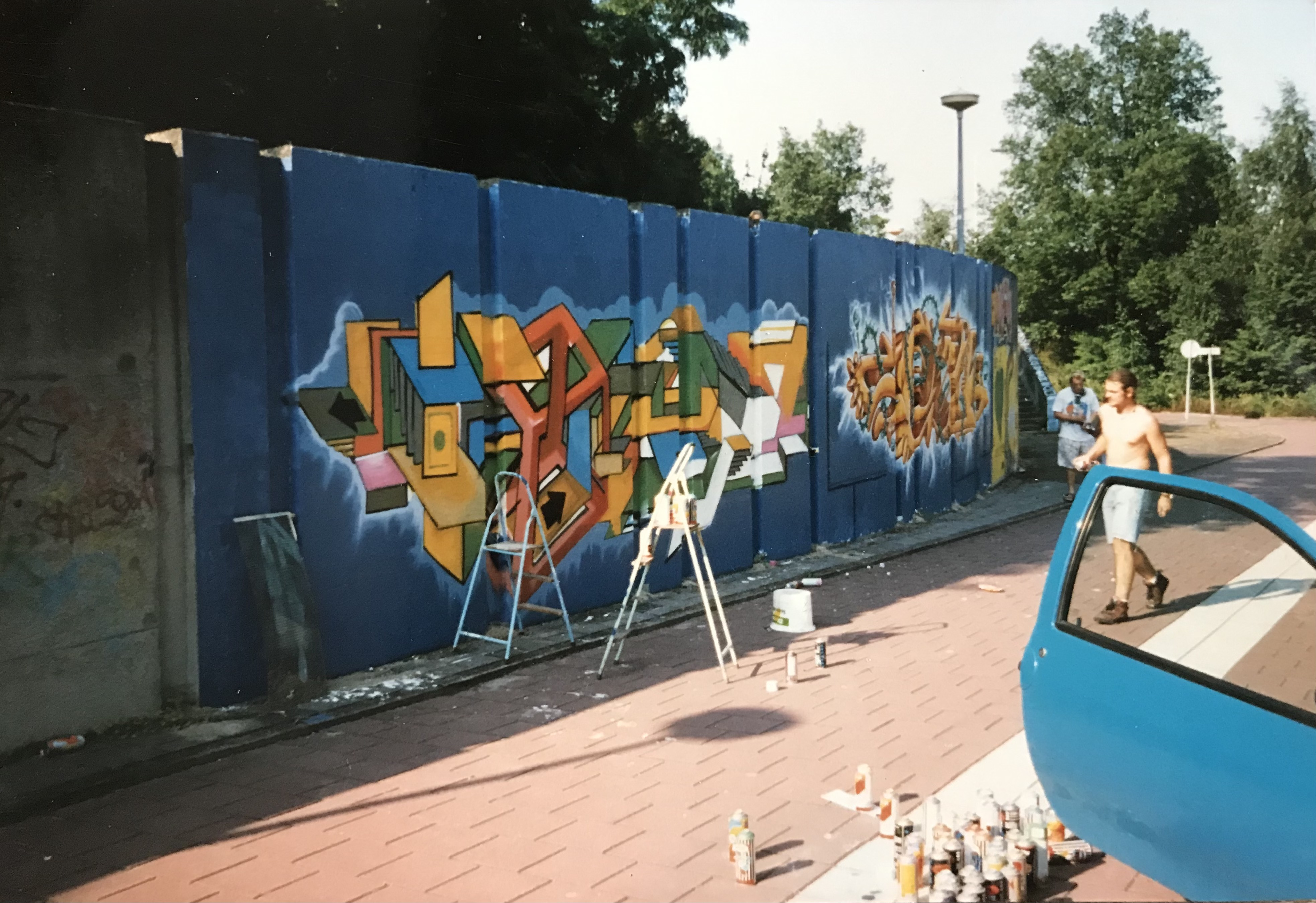
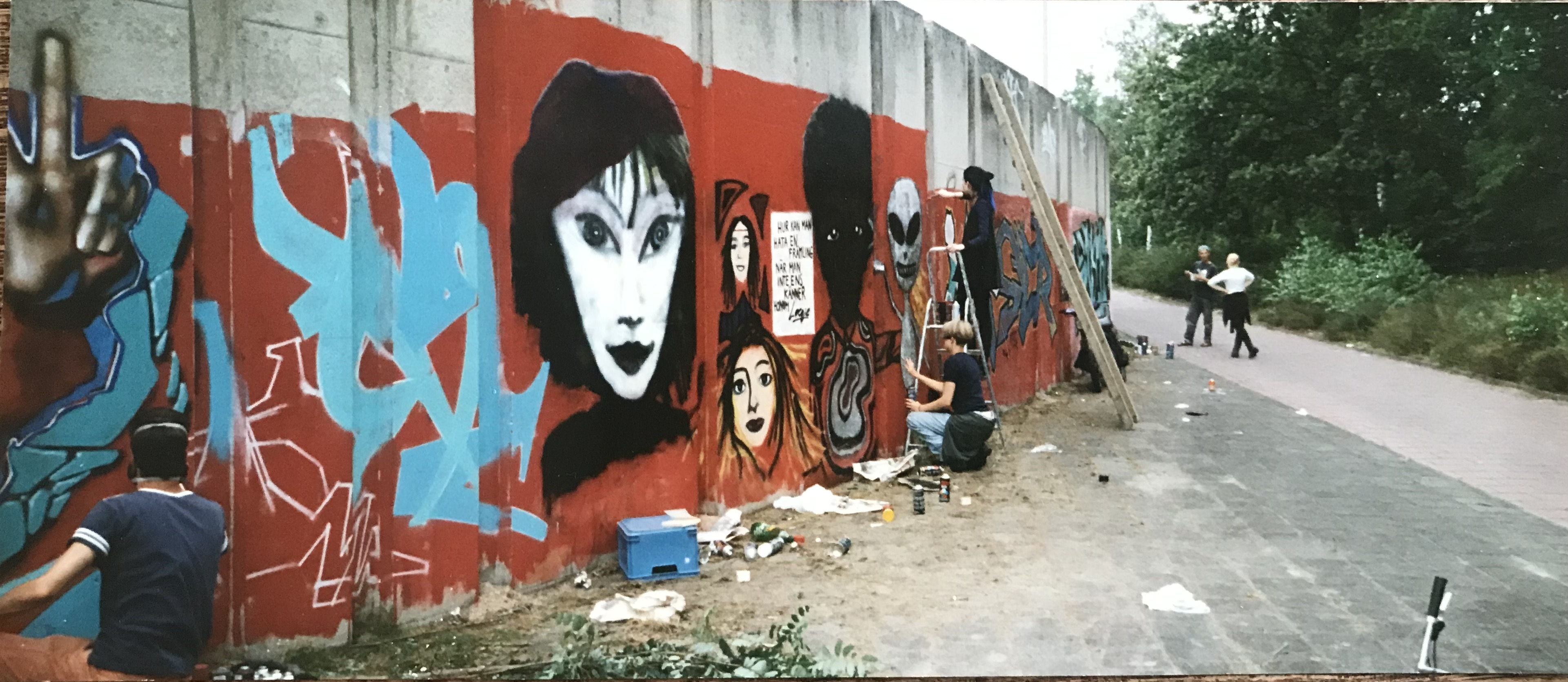
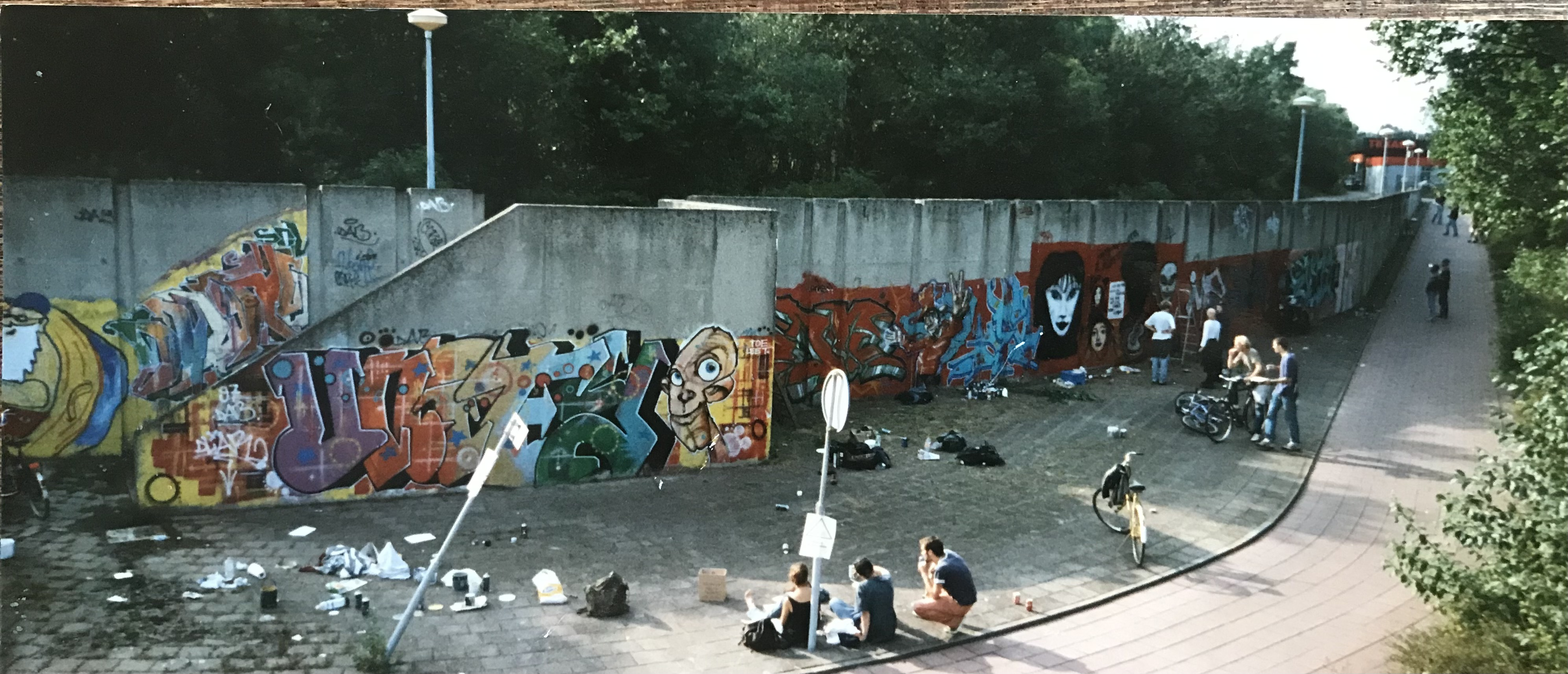
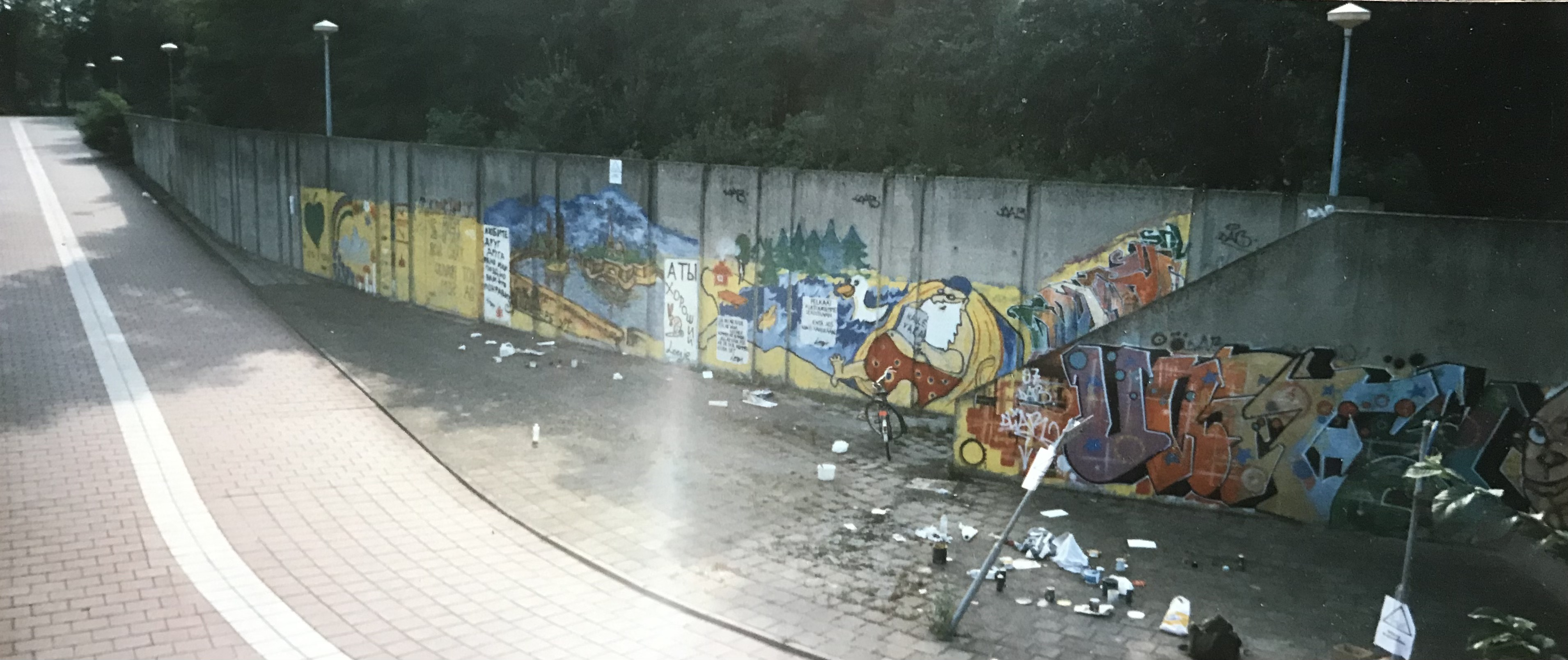

18 Septemberplein ·
Berenkuil ·
Boschdijk ·
Demer ·
Dommelstraat ·
Emmasingel ·
John F. Kennedylaan ·
Keizersgracht ·
Markt ·
Mathildelaan ·
Oude Stadsgracht ·
Stationsplein ·
Stratumsedijk ·
Stratumseind ·
Vestdijk ·
Wal ·
Wilhelminaplein